# الواح ال-یهودو

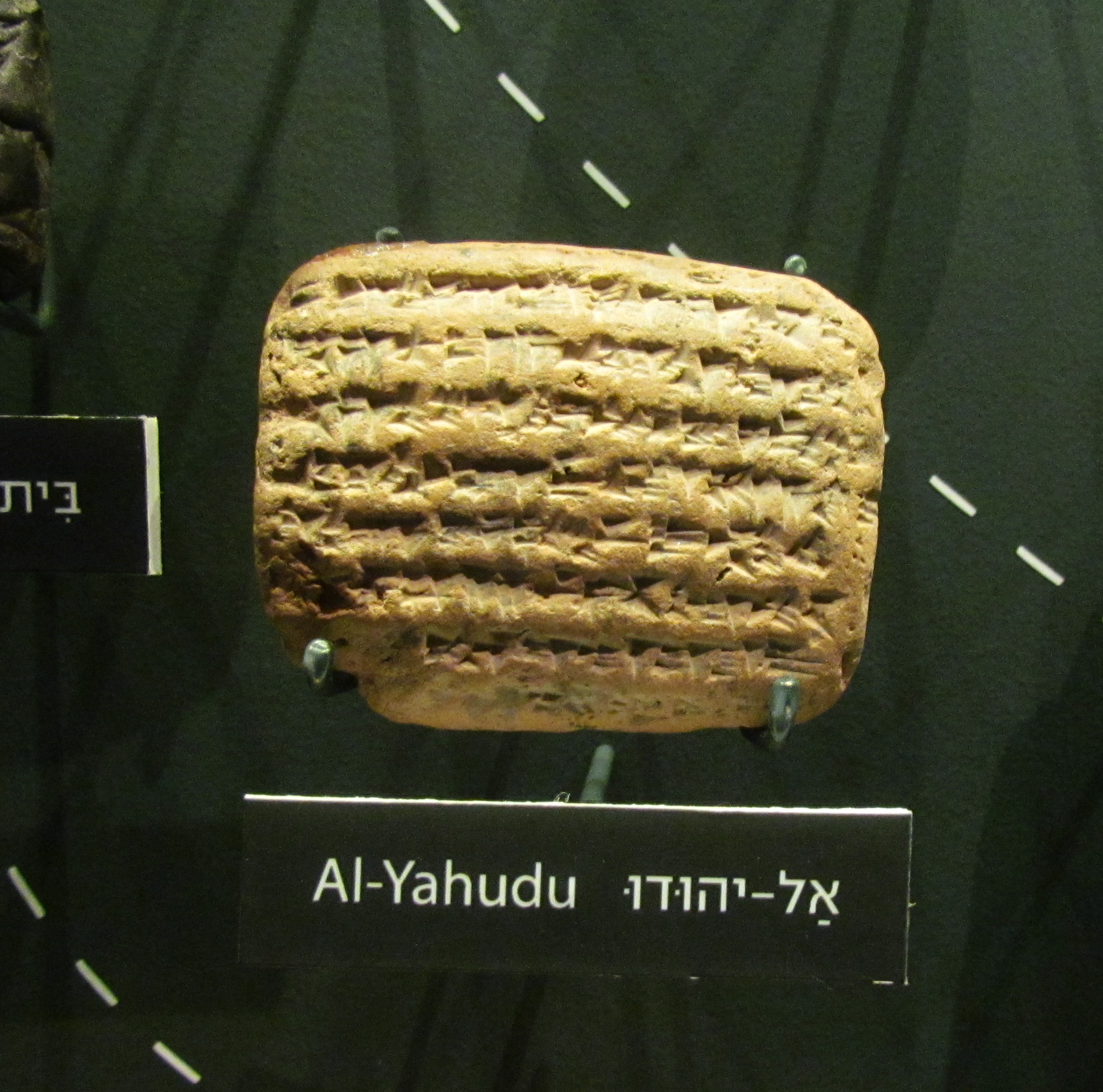
الواح ال-یهودو

الواح ال-یهودو (انگلیسی: Al-Yahudu Tablets) مجموعه ای از حدود ۲۰۰ لوح گلی مربوط به قرن ششم و پنجم قبل از میلاد در مورد جامعه تبعیدی یهودیت در تمدن بابل پس از تخریب اولین معبد (هیکل سلیمان) است. آنها حاوی اطلاعاتی در مورد وضعیت جسمانی تبعیدیان از یهودا و وضعیت مالی آنها در بابل (دولت‌شهر) هستند.این الواح به نام شهرک مرکزی ذکر شده در اسناد، «آل یهودو» (اکدی «شهر یهودا»، که «احتمالاً در در مجاورت بورسیپا»، نام‌گذاری شده‌است.
قدیمی‌ترین سند این مجموعه به سال ۵۷۲ قبل از میلاد، حدود ۱۵ سال پس از تخریب معبد، در زمان سلطنت نبوکدنصر دوم بازمی‌گردد. آخرین لوح مربوط به سال ۴۷۷ قبل از میلاد، در زمان سلطنت خشایارشا، حدود ۶۰ سال پس از آغاز بازگشت به صهیون و حدود ۲۰ سال قبل از ظهور عزرا است.
این مجموعه همچنین حاوی اسنادی از شهرهای بابل (دولت‌شهر)، نیپور، بورسیپا و حتی سند امضا شده در سواحل رودخانه کبر است که در کتاب مقدس به عنوان سایت شناخته می‌شود. از دوران تبعید و از سوابق بابلی به عنوان کانال آبیاری شناخته می‌شود که به عنوان کانال حمل و نقل برای تجارت و رفت و آمد مردم نیز استفاده می‌شد. این مجموعه هیچ ارجاعی به دیگر شهرهای شناخته شده کتاب مقدس که تبعیدیان بابلی در آنها اقامت داشتند، ندارد.